# 용선희
용선희(1982년 8월 30일 ~ )은 대한민국의 배우이다.

## 학력
- 서울예술대학 방송연예학과

## 연기 활동

### 영화
- 2003년 : 《동해물과 백두산이》 ... 여점원 역
- 2003년 : 《내 사랑 싸가지》 ... 주연 역
- 2004년 : 《분신사바》 ... 안희선 역
- 2007년 : 《못말리는 결혼》 ... 간호사 역